# Relugolix
Relugolix ist ein Arzneistoff zur Behandlung von bösartigen Tumoren (Krebs), die hormonempfindlich sind. Er wird angewendet zur Behandlung des fortgeschrittenen Prostatakrebses. Er kommt ferner zum Einsatz zur Linderung von mäßigen bis starken Symptomen bei Gebärmuttermyomen und bei Endometriose, einer Erkrankung, bei der gebärmutterschleimhautartiges Gewebe außerhalb der Gebärmutterhöhle vorkommt.
Relugolix wirkt als GnRH-Rezeptorantagonist und kann oral gegeben (eingenommen) werden.

## Eigenschaften
Relugolix ist ein weißer bis cremefarbener bis leicht gelber Feststoff, dessen Löslichkeit mit steigendem pH-Wert abnimmt. Er ist der BCS-Klasse IV zugeordnet. Relugolix ist eine niedermolekulare, nicht-peptidische Verbindung und polymorph.

## Wirkungsmechanismus
Relugolix wirkt selektiv antagonistisch an den GnRH-Rezeptoren (Gonadotropin-Releasing-Hormon-Rezeptoren) in der Hypophyse. Der GnRH-Rezeptor ist ein Rezeptor für das Hypothalamus-Hormon GnRH, durch welches die Hypophyse zur Freisetzung von LH und FSH stimuliert wird.
Relugolix beeinflusst durch Bindung an die GnRH-Rezeptoren den Hypothalamus-Hypophysen-Gonaden-Regulationsweg. Daraus ergeben sich Anwendungsgebiete wie etwa Prostatakrebs und Linderung der Symptomatik bei Gebärmuttermyomen und bei Endometriose.

## Nebenwirkungen und Anwendungsbeschränkungen
Die häufigsten Nebenwirkungen sind Hitzewallungen und Kopfschmerzen sowie (≥ 10 % der Patienten, Labor ≥ 15 %) erhöhte Glukosespiegel, erhöhte Triglyceride, Muskel-Skelett-Schmerzen, verminderte Hämoglobinspiegel, erhöhte Alanin-Aminotransferase (ALT), Müdigkeit, erhöhte Aspartat-Aminotransferase (AST), Verstopfung und Durchfall (Diarrhöe).

## Handelsnamen
- Prostatakarzinom: Orgovyx (USA),[7] EU;[8] Hersteller: Sumitomo Pharma (vormals: Myovant Sciences)
- Symptomatik bei Gebärmuttermyomen:
  - Relumia (J)
  - In fixer Kombination mit Estradiol und Norethisteronacetat: Ryeqo (EU;[9] Hersteller:Gedeon Richter), Myfembree (USA; Hersteller: Sumitomo Pharma (vormals: Myovant Sciences))

## Sonstiges
Der Wortstamm -golix im Namen „Relugolix“ charakterisiert nicht-peptidische Verbindungen, die als GnRH-Rezeptorantagonisten wirken. Weitere Vertreter der Substanzklasse sind Elagolix und Linzagolix.